# Gerényes, Baranya
Gerényes este un sat în districtul Hegyhát, județul Baranya, Ungaria, având o populație de 241 de locuitori (2011). 

## Demografie
Componența etnică a satului Gerényes
     Maghiari (72,49%)
     Romi (25,44%)
     Necunoscut (1,18%)
     Germani (0,89%)
     Alții (1,18%)
Componența confesională a satului Gerényes
     Romano-catolici (44,81%)
     Fără religie (44,4%)
     Atei (8,3%)
     Reformați (1,24%)
     Necunoscută (1,24%)
Conform recensământului din 2011, satul Gerényes avea 241 de locuitori. Din punct de vedere etnic, majoritatea locuitorilor (72,49%) erau maghiari, existând și minorități de romi (25,44%) și germani (0,89%). Apartenența etnică nu este cunoscută în cazul a 1,18% din locuitori. Nu există o religie majoritară, locuitorii fiind romano-catolici (44,81%), persoane fără religie (44,4%), atei (8,3%) și reformați (1,24%). Pentru 1,24% din locuitori nu este cunoscută apartenența confesională.